# 武器禁運
武器禁運是指針對武器或軍民兩用物資，限制運送到特定國家或地區，武器禁運的可能原因如下：
- 表示對特定行為的不贊成。
- 在衝突行為上表示中立。
- 因應武裝衝突的和平機制（英语：peace process）
- 限制一方對其他方施加暴力的能力
- 在對一國家進行外國干預（英语：foreign intervention）之前，先減弱其軍事能力的手段。